# Битва у мыса Рион
Битва у мыса Рион — первое морское сражение Пелопоннесской войны.

## Предшествующие события
В 429 г. до н. э. военные действия Пелопоннесской войны сосредоточились в Западной Греции. Спартанцы решили атаковать Навпакт, их союзники из Амбракии с подкреплениями из Эпира и Македонии намеревались захватить Акарнанию, поддерживавшую Афины, а также острова Закинф и Кефаллению. С потерей этих островов и Навпакта Афины лишились бы всех своих баз на западе.
Спарта отправила в Акарнанию тысячу гоплитов под командованием Кнема на нескольких кораблях. Остальные корабли предоставили Коринф, Сикион, Левкада, Анакторий и Амбракия. К сухопутному войску спартанцев присоединились амбракийцы, левкадцы, анакторийцы, эпироты. Это войско напало на Акарнанию с севера.
Союзный флот, насчитывавший 47 кораблей, выступил из Коринфа и Сикиона. Афинский флот из 20 кораблей под командованием Формиона базировался в Навпакте. Завидев вражескую эскадру, Формион отступил на запад, чтобы встретить врага не в более широком месте у Навпакта, а у узкого Рионского пролива у Рионского мыса. Формион с флотом отправился на запад вдоль берега Ахайи и прошёл Патры. Не найдя здесь врага, он повернул к берегу Акарнании. Плывя вдоль южного берега залива, пелопоннесцы заметили афинскую эскадру на параллельном курсе у северного берега. Они, хоть и имея двукратное численное преимущество, намеревались оказывать поддержку своей сухопутной армии и не предполагали вступать в схватку с афинянами. Когда пелопоннесцы попытались пересечь залив у Патр, афиняне повернули им навстречу. Будучи не в состоянии скрыться под покровом темноты, пелопоннесцы были вынуждены принять бой прямо посередине пролива.

## Ход сражения

Расстановка флотов битве у мыса Рион

Несмотря на своё численное превосходство, военачальники союзного флота решили придерживаться оборонительной тактики и расставили свои корабли в виде большого круга носами наружу. Малые суда были помещены в центре круга. Там же расположились пять быстроходных кораблей, чтобы иметь возможность помочь в любом месте сражения.
Формион выстроил свои корабли кильватерной колонной. Афинские триеры постоянно описывали круги около вражеской эскадры, часто проходя в непосредственной близости от них и имитируя атаку, тесня, но не нападая. В это время подул сильный ветер, и афинский военачальник дождался того, что пелопоннесские корабли, и так сбившиеся в кучу в узком пространстве, начали терять боевой порядок, терять управление и сталкиваться друг с другом, ломая вёсла, так что их приходилось разводить баграми. В воцарившемся хаосе, когда шум, крики гребцов и воинов заглушали приказы командиров, Формион дал приказ нападать.
Афинские корабли, оказавшись с наветренной стороны, резко повернули на врага и атаковали. Первым делом афиняне потопили флагманский корабль противника и начали выводить из строя одну вражескую триеру за другой. В начавшейся суматохе и панике пелопоннесцы бежали: часть их судов спаслась в Патрах, часть — в Диме. Афинянам удалось захватить 12 вражеских кораблей вместе с экипажами. Афиняне же потерь в кораблях не имели.

## Итоги битвы
Умелое управление и высокая выучка позволили афинянам одержать убедительную победу. Формион установил трофеон на мысе Рион, а один из захваченных кораблей посвятил Посейдону. Военный поход пелопоннесцев в Акарнанию был сорван.